# David Honzík
David Honzík (* 9. srpna 1993 Milevsko) je český lední hokejista hrající na pozici brankáře.

## Život
Mládežnická léta strávil v mužstvu Karlových Varů a patřil i do mládežnických reprezentačních výběrů České republiky. Po sezóně 2009/2010 opustil svou rodnou zemi a od nového ročníku nastupoval za Victoriaville Tigres v severoamerické Quebec Major Junior Hockey League (QMJHL). Zde vydržel dva roky a po nich se před sezónou přestěhoval do klubu Cape Breton Screaming Eagles, hrajícího stejnou soutěž. Následně se vrátil zpět do České republiky. Ročník 2013/2014 strávil mezi juniory klubu Energie Karlovy Vary, kteří hráli mezinárodní Mládežnickou hokejovou ligu (MHL). Další ročník už hrál mezi chlapy, a sice v klubu HC Baník Sokolov, kde hostoval z Karlových Varů. Následující sezónu (2015/2016) strávil na hostování v jihlavské Dukle. Během ročníku 2016/2017 již nastupoval pouze za Karlovy Vary. Po sezóně ale klub sestoupil do nižší soutěže a Honzík změnil působiště, když pro nový ročník podepsal smlouvu se Spartou Praha. Během sezóny ale přešel na hostování do Slavie Praha.
V roce 2011 Honzíka ve třetím kole jako celkově 71. draftoval tým Vancouver Canucks, hrající severoamerickou Národní hokejovou ligu (NHL).